# Cinco granos

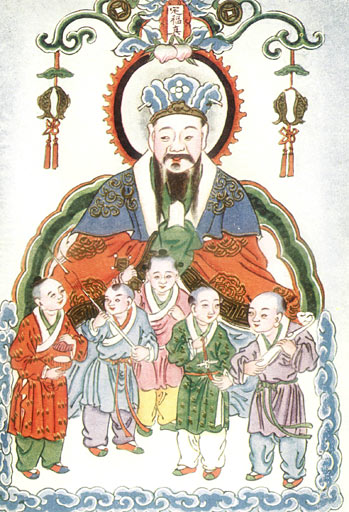
Zao Jun, el dios de la cocina a quien se le hacen ofrendas Wǔgǔ en algunas tradiciones.

Los cinco granos o cereales (chino simplificado: 五谷; chino tradicional: 五穀; pinyin: Wǔ Gǔ) son una agrupación (o conjunto de agrupaciones) de cinco cultivos que fueron importantes en la antigua China. Algunas veces los cultivos mismos eran considerados sagrados; otras veces, su cultivo fue considerado como una bendición sagrada de una fuente mitológica o sobrenatural. En términos más generales, wǔgǔ puede emplearse en chino como una sinécdoque que se refiere a todos los granos o cultivos básicos cuyo producto final es de naturaleza granular. La identidad de los cinco granos ha variado con el tiempo, con diferentes autores identificando diferentes granos o incluso categorías de granos. 

## Santidad
El sentido de sagrado o santidad con respecto a los Cinco Granos procede de su atribución tradicional a los santos gobernantes acreditados con la creación de la civilización china. Fueron vistos no solo como cinco cultivos elegidos entre muchas opciones, sino como la fuente que permite lograr la sociedad agraria y la propia civilización. "Derrochar los cinco granos" fue visto como un pecado digno de tormento en Diyu, el infierno chino.[cita requerida]
Como la posición del emperador fue vista como una encarnación de esta sociedad, el comportamiento que una persona tuviera hacia los Cinco Granos podía tener un significado político: como protesta contra el derrocamiento de la Dinastía Shang por los Zhou, Boyi y Shuqi se negaron ostensiblemente a comer los Cinco Granos. Tales rechazos de los granos por razones políticas experimentaron un desarrollo complejo en el concepto de bigu, la práctica esotérica taoísta de lograr la inmortalidad evitando ciertos alimentos.

## Cuentas legendarias
En el momento de los registros escritos, el desarrollo de la agricultura en China se había mitificado enormemente. Hubo varias tradiciones con respecto a cuál de los primeros líderes chinos introdujo los Cinco Granos: 

### Shennong

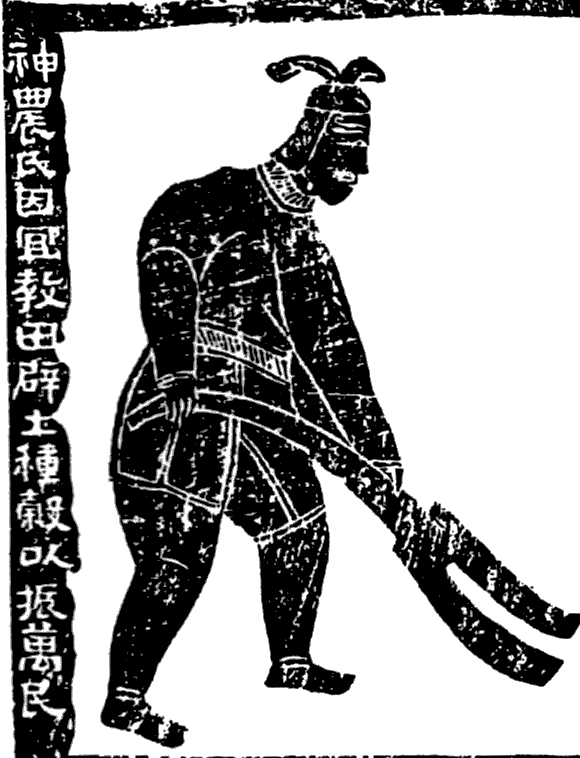
Shennong arando campos en una pintura mural de la dinastía Han.

Shennong (神农) (lit. "Granjero divino") fue un héroe de la cultura china al que se le acredita el desarrollo de la agricultura. A menudo se combinaba con Yandi (el "Emperador Llameante") y a veces también se lo describe como el Wugu Xiandi o "Emperador de los Cinco Granos". La cronología realizada por Sima Qian lo colocó alrededor del 2737–2699 a. C..[cita requerida] En el área de Shennongjia ("Escalera de Shennong") de Hubei, un poema épico oral titulado Hei'anzhuan ("Historia del Caos") describe a Shennong encontrando las semillas de los Cinco Granos:

Shennong subió al Monte Yangtou

Miró cuidadosamente, examinó cuidadosamente,

Entonces encontró una semilla de mijo

La dejó con el Ziziphus jujuba,

y fue a abrir un páramo.

Shennong plantó la semilla ocho veces,

Entonces ésta produjo frutos.

Y desde entonces los humanos pudieron comer mijo.

Él buscó la semilla de arroz en el Monte Daliang,

La semilla estaba escondida entre los pastos.

La dejo con el salix,

y fue a abrir un arrozal.

El plantó la semilla siete veces,

Entonces ésta produjo frutos.

Y desde entonces los humanos pudieron comer arroz.

Él buscó la semilla de Vigna angularis,

y la dejó con el Prunus_subg._Prunus.

La plantó una vez.

La Vigna angularis fue fácil de plantar

y fue capaz de crecer en campos infértiles.

La soja fue producida en el Monte Weishi,

Así que fue difícil para Shennong conseguir sus semillas.

El dejó una semilla con un Prunus persica,

La plantó cinco veces,

Entonces ésta produjo frutos,

Y más tarde tofu pudo hacerse al sur del Río Huai.

La cebada y el trigo fueron producidos en el Monte Zhushi,

Shennong se complació de tener dos semillas de ellos.

Las dejó con un duraznero,

Y las plantó 12 veces,

Desde entonces la gente fue capaz de comer comida de repostería.

Él buscó la semilla de sésamo en el Monte Wuzhi,

Dejó la semilla con una zarza. 

La plantó una vez.

Desde entonces la gente fue capaz de freír platos en aceite de sésamo.

Shennong plantó los cinco granos y todos sobrevivieron,

Porque fueron ayudado por seis especies de árboles.

### Huangdi

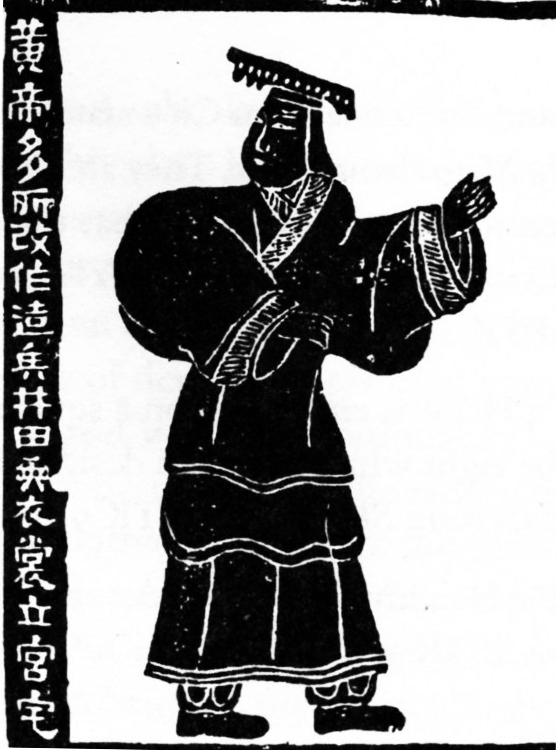
Emperador Amarillo (Huangdi).

Huangdi (lit. "Emperador Amarillo"), datado entre 2699 – 2588 a. C. por Sima Qian, también fue acreditado en textos antiguos como el primer maestro del cultivo.

### Houji
Houji (lit. "Señor Mijo") a veces se le atribuye la provisión original de mijo del cielo a la humanidad[cita requerida] y algunas veces acreditado con su cultivo ejemplar. Señor Mijo fue un título otorgado a esta figura por el Rey Tang, fundador de la dinastía Shang, y puede haber sido una posición temprana en el gobierno chino. Más tarde fue adorado como uno de los dioses patrones de las cosechas abundantes, como Lai Cho.

## Arqueología
En el norte de China, la cultura Nanzhuangtou en el medio del río Amarillo alrededor de Hebei (c. 8500– 7700 a. C.) tenía herramientas de molienda. La cultura Xinglongwa en el este de Mongolia Interior (c. 6200– 5400 a. C.) se alimentó con mijo, posiblemente cosechado gracias a la agricultura. La cultura Dadiwan a lo largo del río Amarillo superior (c. 5800– 5400  a. C.) también comió mijo. Por la cultura Yangshao (c. 5000– 3000 a. C.), los pueblos del río Amarillo cultivaban mijo ampliamente, junto con algo de cebada, arroz y vegetales; realizaban tejido de cáñamo y seda, que muestra una forma de sericultura; pero puede haberse limitado a los métodos agrícolas de tala y quema migratoria. La cultura Longshan (c. 3000– 2000 a. C.) muestra sericultura más avanzada y ciudades definidas.[cita requerida]
En el sur de China, la cultura Pengtoushan en el río Yangtze (c. 7500– 6100 a. C.) ha dejado herramientas de cultivo de arroz en algunos lugares, aunque no en el sitio tipo. La cultura Hemudu alrededor de la bahía de Hangzhou al sur del Yangtze (c. 5000– 4500 a. C.) ciertamente cultivaba arroz. Diversas personas (como Baiyue) que tuvieron éxito en estas áreas fueron luego conquistadas y asimiladas culturalmente por las dinastías del norte de China durante el período histórico.

## Listas
Hay varias versiones de listas conteniendo a los cinco cultivos (o incluso categorías más amplias que cultivos). 
Los Cinco Granos se remontan tradicionalmente al Shennong Ben Cao Jing, conocido por ser un registro de una tradición oral presentada por primera vez por el propio Shennong. El Clásico de los Ritos compilado por Confucio en los siglos VI y V a. C. enumera la soja (豆), el trigo (麦), la escoba (黍), el mijo de cola de zorra (稷) y el cáñamo. Otra versión reemplaza el cáñamo con arroz (稻). El Hei'anzhuan enumera el mijo, el arroz, el frijol adzuki, la soja, la cebada y el trigo juntos, y el sésamo como los "cinco" granos. 
El Ritual de medición y manejo de la propiedad ligera y pesada del maestro budista de la era Tang, Daoxuan (量處輕重儀, Liangchu Qingzhong Yi) enumera cinco categorías: grano de "casa" (房穀), grano "suelto" (散穀), grano "bocina" (角穀), grano "barba" (芒穀) y grano de "carro" (輿穀) Huilin (慧琳) Pronunciación y significado de todas las Escrituras (一切經音義, Yiqiejing Yinyi (Huilin)) cita a Yang Chengtian (陽承天) Asamblea de Caracteres (字統, Zitong) que describe categorías similares: suigu, sangu, jiaogu, qigu y shugu. 
Un diccionario chino moderno señala a otros candidatos, como sésamo, cebada, avena y guisantes. 

## Ritual moderno y uso culinario
Se siguen utilizando surtidos de cinco granos en contextos rituales, como en la costumbre Min Nan de crear una estufa taoísta para cocinar Chui Zhao Fan, una comida para el Dios de la cocina en la que se colocan cinco semillas secas en una ranura en la chimenea de la estufa. Los adoradores casuales simplemente pueden usar cinco frijoles (por ejemplo, de diferentes colores) en lugar de cualquier conjunto particular de granos.
La cocina china no es conocida por ninguna receta única que utilice los cinco granos, por lo que no hay un equivalente de grano de polvo de cinco especias u "ocho tesoros de arroz" (八寶飯, babaofán). Sin embargo, en muchas ocasiones la cocina china emplea los granos de alguna manera: arroz, congee, fideos, rollitos de primavera, panes, tofu, wontons y otras albóndigas como platos; pasta de frijoles dulces como rellenos; arroz glutinoso como envoltura, por ejemplo en zongzis; leches y bebidas de arroz y soja; salsas de soja y aceites de sésamo; e iniciadores de fermentación para su uso en cervezas, vinos de arroz y licores nativos como el baijiu.

## Galería
Algunas de las características del concepto de wugu son la granularidad y la diversidad, lo que las imágenes a continuación pueden ayudar a mostrar: 

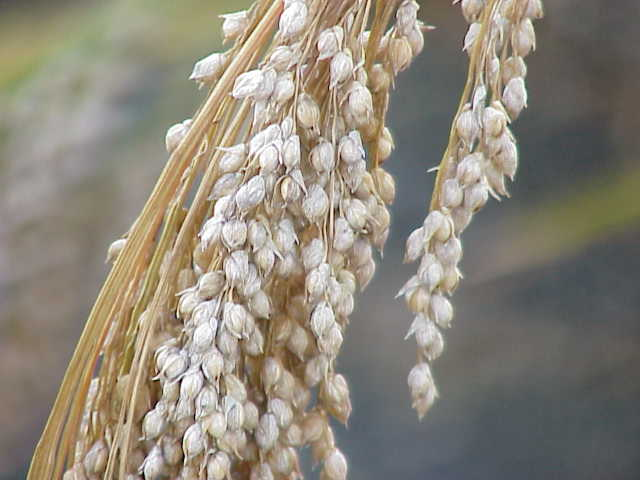
Cabeza de mijo de escoba
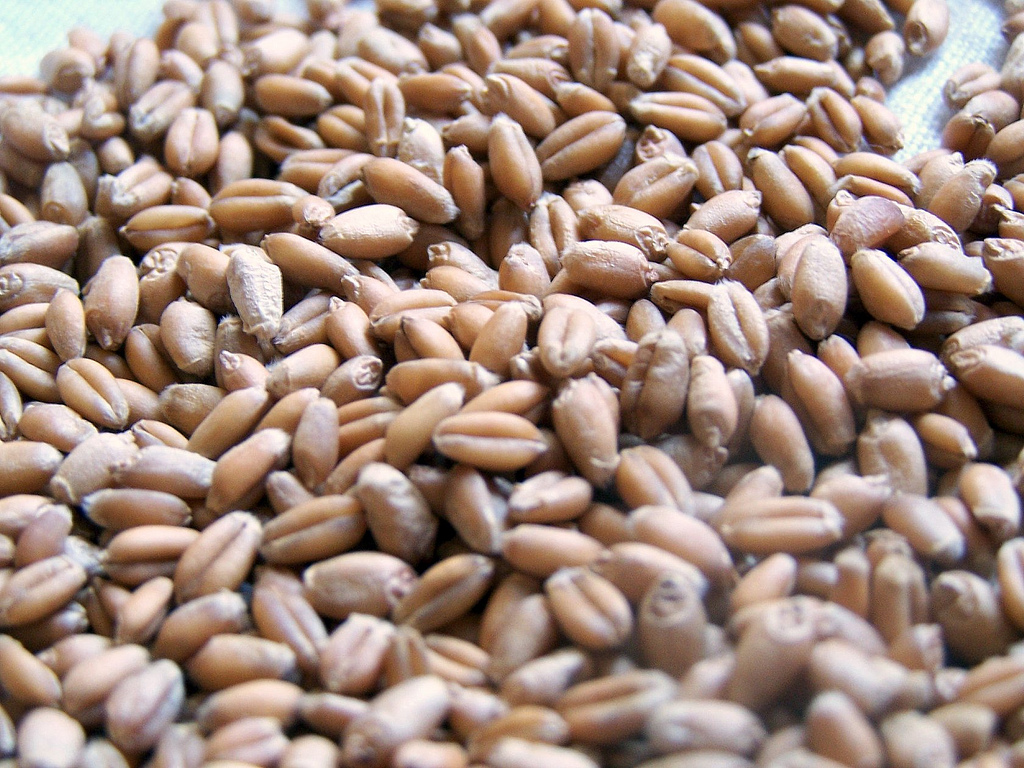
Granos de trigo
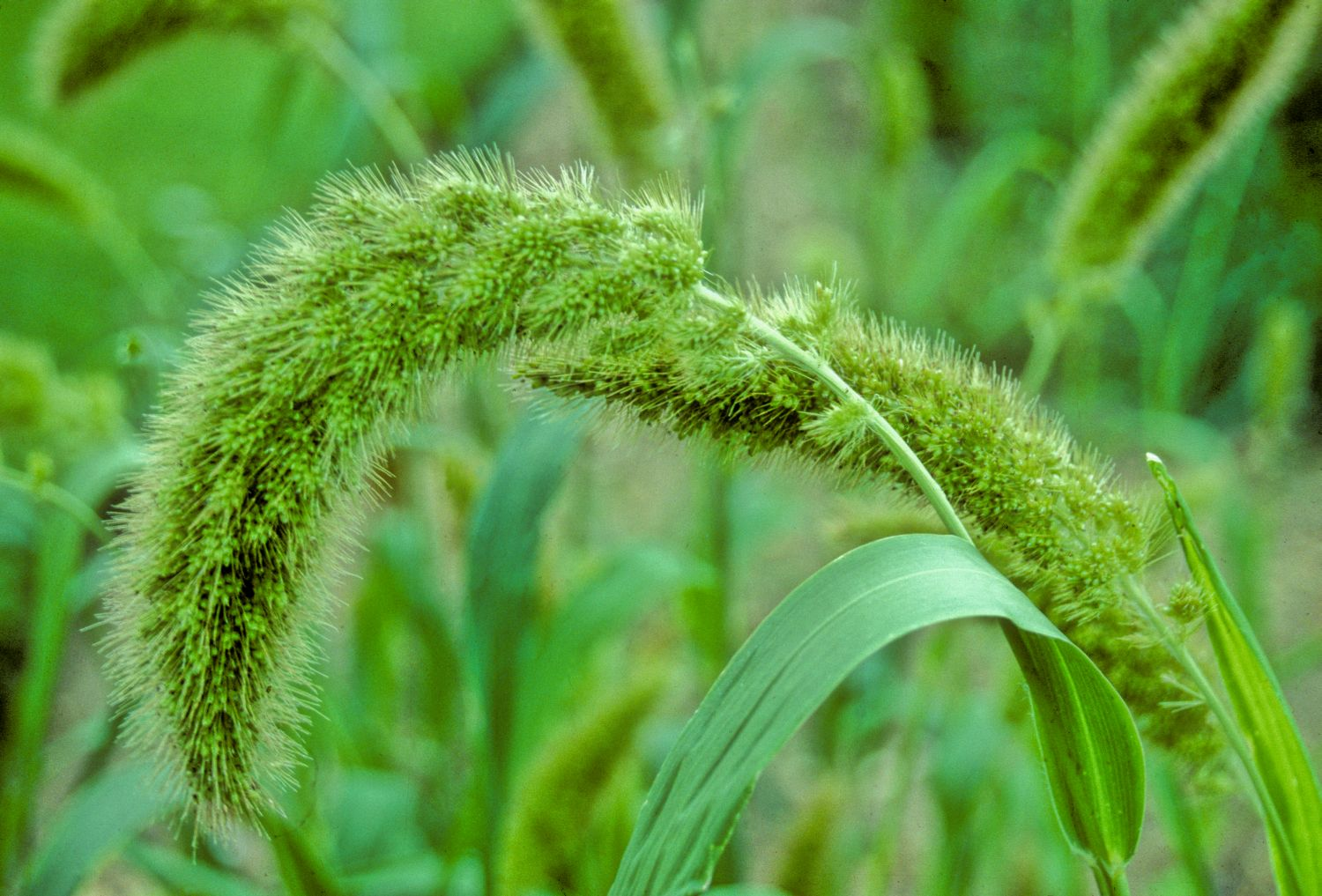
Cabeza de mijo cola de zorra
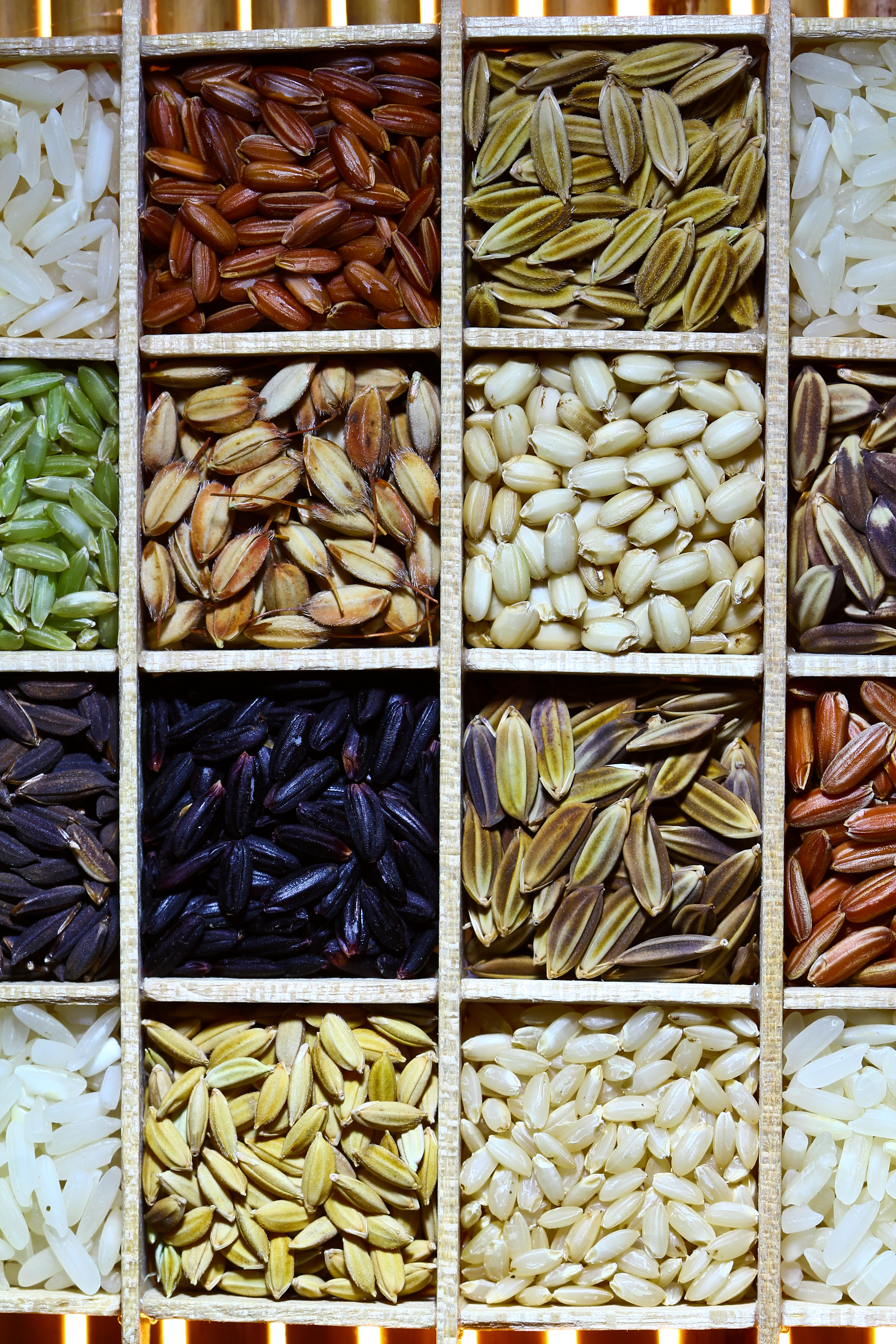
Granos de arroz
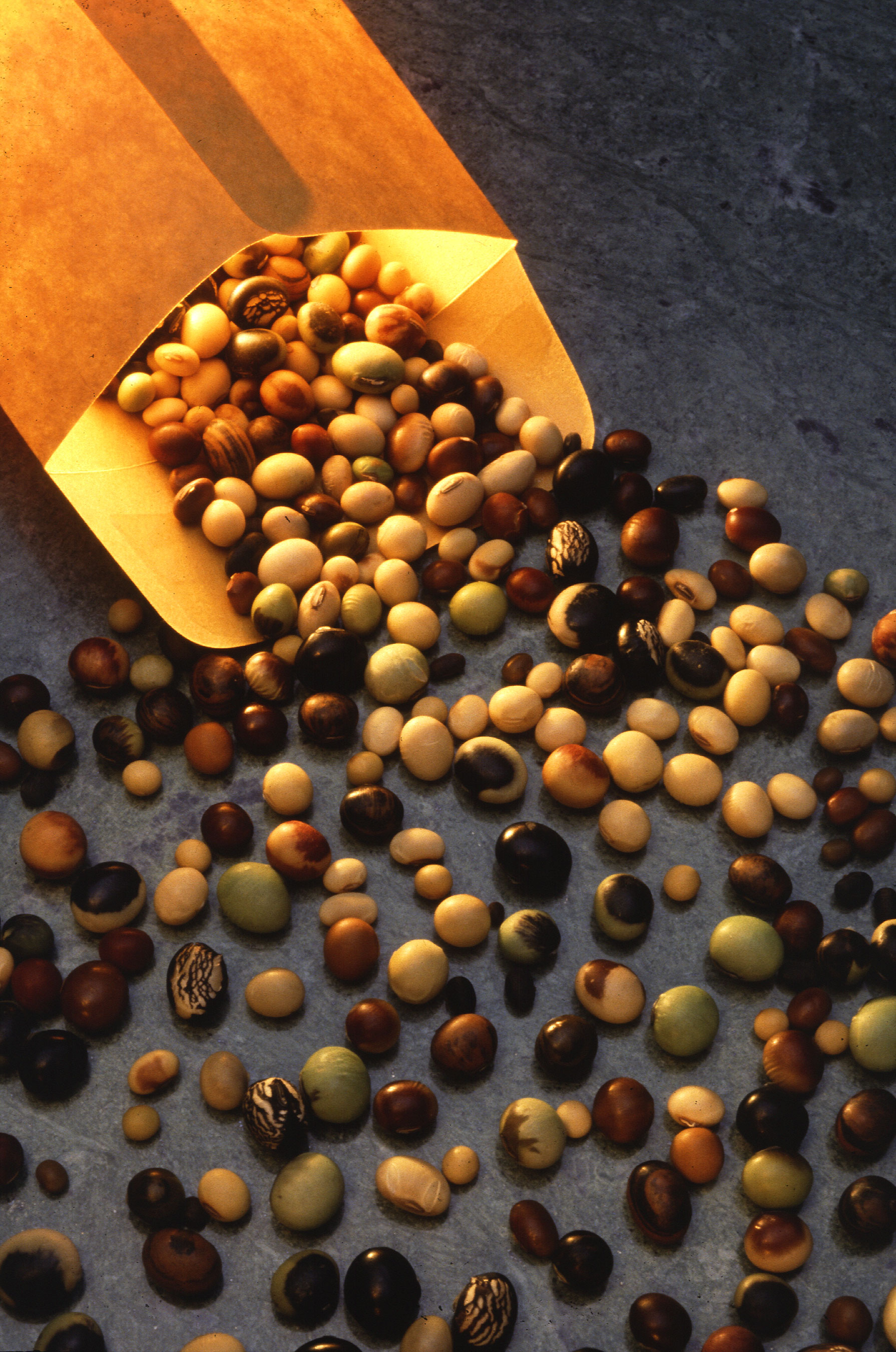
Soja
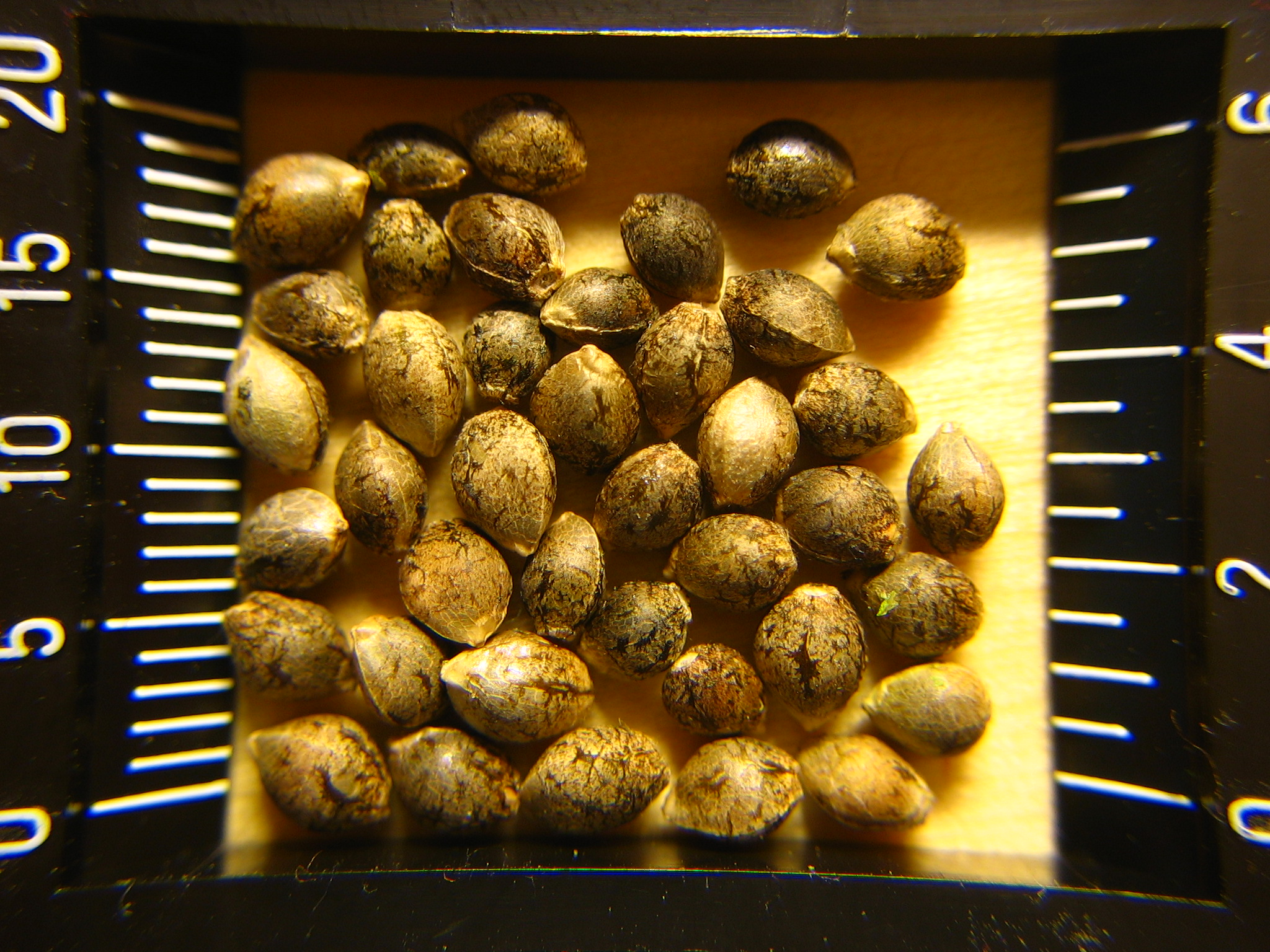
Semilla de cáñamo
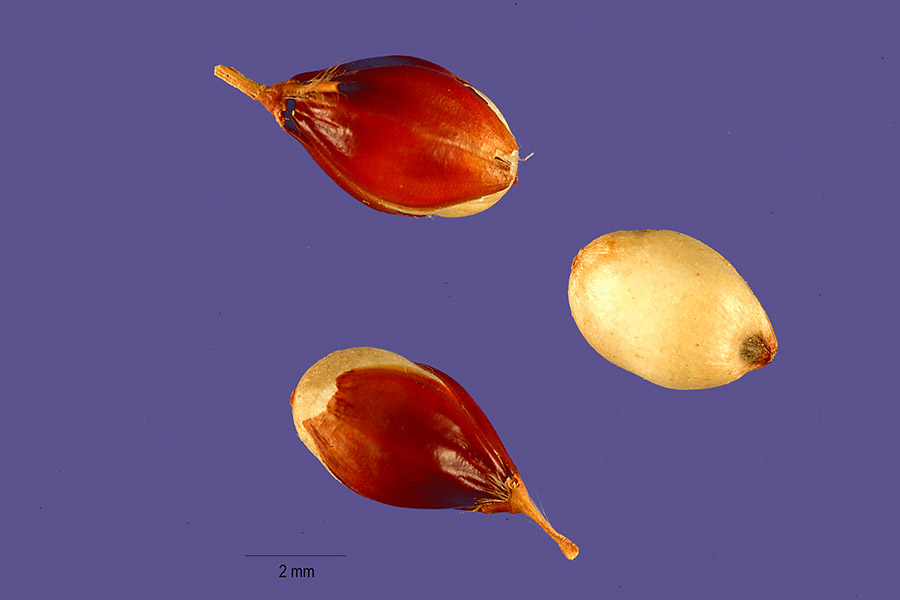
Granos de sorgo